# Смит, Вилли
Ви́лли Смит (англ. Willie Smith) — английский профессиональный игрок в снукер и английский бильярд. Впервые сыграл на чемпионате мира по бильярду в 1920 году, и победил на нём с первой попытки. Затем он ещё раз выиграл первенство в 1923, но из-за разногласий с организацией бильярда он вскоре был вынужден покинуть турнир.
В снукере больших успехов Вилли не добился, хотя дважды появлялся в финалах чемпионатов мира (в 1933 и 1935). В обоих случаях он уступил своему соотечественнику — Джо Дэвису. В 1955 Смит, в игре против того же Дэвиса стал свидетелем максимального брейка в исполнении соперника.
Умер Вилли Смит в городе Лидс, в возрасте 96 лет.

## Достижения в карьере
- Чемпионат мира по снукеру финалист — 1933, 1935
- Чемпионат мира по английскому бильярду победитель — 1920, 1923
- Gold Cup финалист — 1937/38